# Festivalul de Film de la Trento
Festivalul de Film de la Trento (în italiană Trento Film Festival, fostul Film Festival Internazionale di Montagna ed Esplorazione Città di Trento) este unul dintre cele mai vechi festivaluri de film italiene și cel mai vechi festival de film montan din lume, organizat anual, la sfârșitul lunii aprilie/începutul lui mai, la Trento (Italia).
A fost fondat în 1952 la inițiativa Club Alpino Italiano (CAI) și a orașului Trento și se ocupă de cinematografia care tratează teme montane, explorare, alpinism, cultură montană, mediu și alături de competiție întâlniri cu lumea internațională a alpinismului.

## Obiective
În cadrul festivalului sunt proiectate și premiate filme care tratează teme în legătură cu munții înalți, explorarea alpină, alpinismul și aspectele de mediu. Ca parte de sprijin al programului au loc întâlniri ale alpiniștilor.

## Premii ale festivalului

### Genziana de Aur pentru cel mai bun film, Gran Premio "Città di Trento" (selecție)
- 1952 – Cimes et merveilles, regia Samivel
- 1953 – Mount Everest, regia André Roch și Norman Dyhrenfurth
- 1954 – neacordat
- 1958 – La muraglia cinese, regia Carlo Lizzani
- 1960 – neacordat
- 1961 – Bandiții din Orgosolo (Banditi a Orgosolo), regia Vittorio de Seta
- 1962 – Galapagos, regia Heinz Sielmann
- 1966 – Anatomie d'une première, regia Jacques Ertraud
- 1975 – Mort d'un guide, regia Jacques Ertraud
- 1983 – Le concert d'Alaska, regia Bernard Germain
- 2016 – Muntele magic (La montagne magique), regia Anca Damian
- 2017 – Samuel in the clouds, regia Pieter Van Eecke
- 2018 – Señorita Marìa, la falda de la montaña, regia Ruben Mendoza